# Foca-leopardo

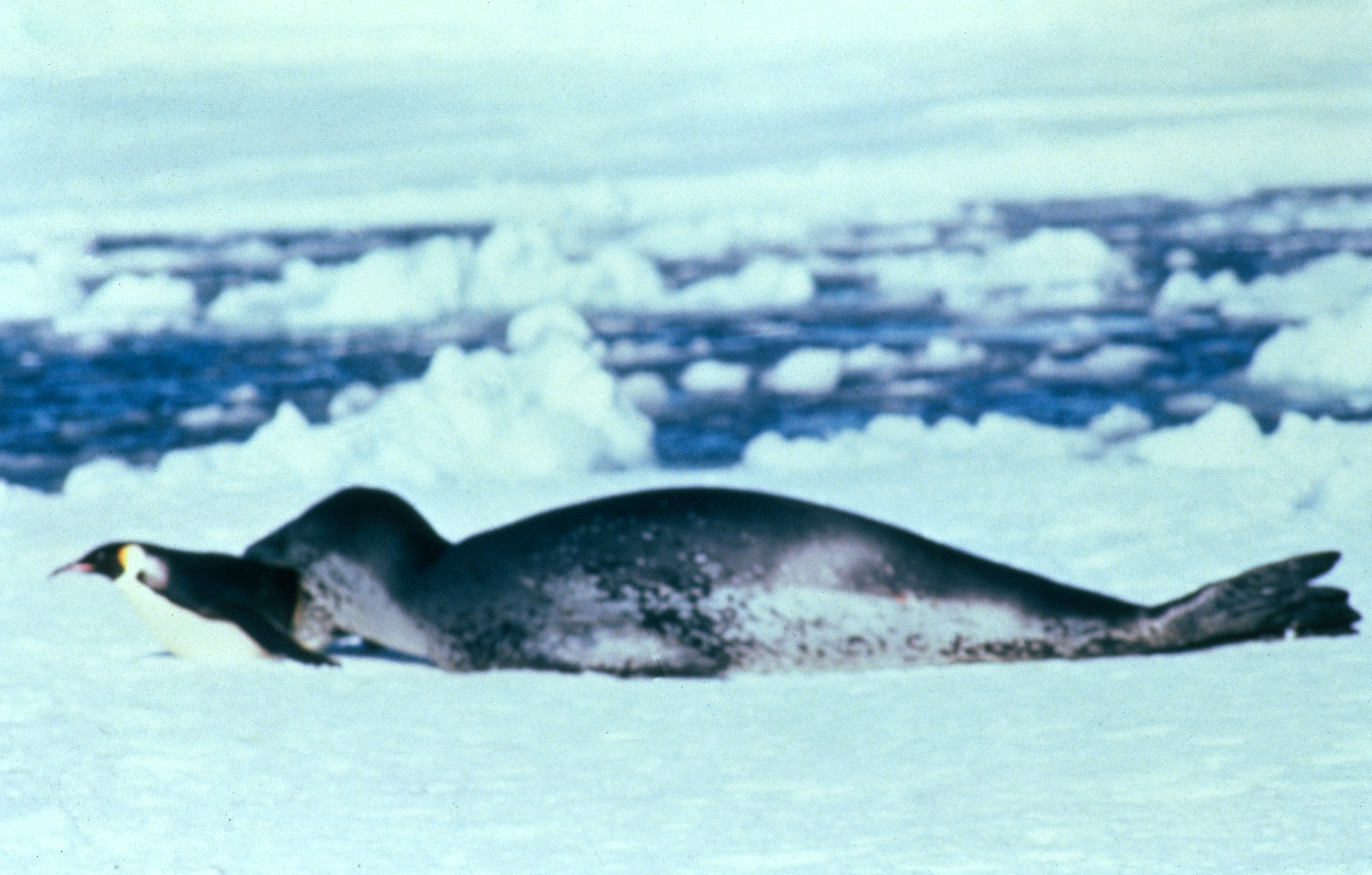
Foca atacando um pinguim

A foca-leopardo (Hydrurga leptonyx) é uma foca que habita os mares em torno da Antártida. Também conhecida como leopardo-do-mar, é a segunda maior espécie de foca na Antártida (após o elefante-marinho-do-sul) mas também pode ser encontrada nas costas do sul da Austrália, Tasmânia, África do Sul, Nova Zelândia, Ilha Lord Howe, Terra do Fogo, Ilhas Cook e costa atlântica da América do Sul. Ela pode viver 26 anos, possivelmente mais. Estes animais são predadores e alimentam-se de pinguins, cefalópodes e outras focas, como a Foca-caranguejeira. A orca é o único predador natural da foca-leopardo. Junto com todos os outras focas, ela pertence à família Phocidae, e é a única espécie do gênero Hydrurga . O nome Hydrurga significa "trabalhador da água" e leptonyx é a palavra grega que significa "pequenas garras".

## Características físicas
As focas-leopardos são grandes e fortes, tendo uma cor cinza, um pouco mais escura nas costas e mais clara na barriga. As suas gargantas são esbranquiçadas e apresentam manchas pretas, que dão origem ao seu nome popular. As fêmeas são normalmente maiores que os machos, medindo em torno de 2,4 a 3,6 metros e pesando até 600 kg, enquanto que os machos medem de 2,4 a 3,2 metros e pesam até 400 kg.
O seu sentido de visão e olfato é extremamente desenvolvido. Os seus sentidos, combinados com o seu corpo hidrodinâmico, permitem que essas focas se movam rapidamente pela água, o que a torna uma exímia predadora. Como a maioria dos carnívoros, os seus dentes da frente são afiados, mas seus molares fecham-se de uma maneira que lhes permite peneirar krill (uma espécie de camarão) da água.

## Comportamento
As focas-leopardo vivem nas águas geladas em torno da Antártida. Durante os meses de Verão, elas caçam entre as banquisas (camada de gelo resultante do congelamento das águas do mar nos polos) em torno do continente, passando a maior parte do tempo na água. No inverno, as focas migram para o norte, para as ilhas subantárticas, mas ocasionalmente podem ser vistas na costa sul da Nova Zelândia, Austrália e América do Sul. Os animais são geralmente solitários, só se agrupando na estação de acasalamento.
Elas se alimentam de uma grande variedade de animais: lulas, pinguins, krill, peixes oceânicos e, com menos frequência, pequenas focas.
Quando caça pinguins ou outras aves marinhas, a foca-leopardo patrulha as águas perto das bordas dos icebergs, quase completamente submergida, esperando que as aves entrem no oceano. Eles matam as aves marinhas agarrando-as pelas barbatanas e patas e chacoalhando seus corpos contra o gelo repetidas vezes, até que estejam mortas e estraçalhadas.
Em 2003, uma foca-leopardo apanhou uma bióloga mergulhadora e matou-a. Mesmo que alguns ataques de focas-leopardo já tenham sido anteriormente documentados, este foi o primeiro que resultou em morte.